# Clermont-de-Beauregard
Clermont-de-Beauregard é uma comuna francesa na região administrativa da Nova Aquitânia, no departamento Dordonha. Estende-se por uma área de 6,15 km². Em 2010 a comuna tinha 113 habitantes (densidade: 18,4 hab./km²).